# Niedźwiedziska
Niedźwiedziska – wieś w północno-zachodniej Polsce, położona w województwie zachodniopomorskim, w powiecie gryfickim, w gminie Gryfice.
W latach 1946–1998 miejscowość administracyjnie należała do województwa szczecińskiego.
Gmina Gryfice utworzyła jednostkę pomocniczą – "Sołectwo Niedźwiedziska", które obejmuje jedynie wieś Niedźwiedziska.
We wsi znajduje się przystanek kolejowy Niedźwiedziska.